# Securitas SA
Pour les articles homonymes, voir Securitas.
 (juillet 2014).
L’entreprise Securitas SA est une entreprise familiale suisse créée en 1907 dans le domaine des prestations de services de sécurité, dont le siège se situe à Zollikofen. Elle fait partie du Groupe Securitas Suisse et ne doit pas être confondue avec la société suédoise Securitas AB, dont fait partie la société suisse concurrente Protectas SA. Les directions régionales se situent à Bâle, Berne, Genève, Lausanne, Lugano, Lucerne, Neuchâtel, Olten, Saint-Gall, Thoune et Zurich. L’entreprise possède 25 autres agences dans toute la Suisse.

## Histoire

### Fondation et première expansion (1907–1920)
Jakob Spreng, colonel et avocat bernois, fonde en 1907 la société Securitas SA, sur la base d’une société du même nom qui se trouve en phase de liquidation. Au commencement, Securitas SA fait face à la résistance de la police, qui voit dans cette entreprise privée une menace pour sa souveraineté. Les Chemins de fer fédéraux, son premier gros client, la mandatent pour surveiller les gares dans les grandes villes suisses. En 1914, l’entreprise décroche le mandat pour la surveillance du site et le contrôle des accès de l’Exposition nationale suisse, à Berne. Malgré l’éclatement de la Première Guerre mondiale et la conscription générale qui s’est ensuivie, l'entreprise reste active dans tout le pays. Le 27 novembre 1917, Jakob Spreng s’éteint à l’âge de 54 ans. Son successeur, Alfred Geiser, reprend le poste de directeur général. En 1919, Securitas SA se voit confier par la Confédération la sécurité des transports de denrées alimentaires suisses dans les pays de l'Est ravagés par la guerre. Onze ans avant la création de la SUVA (caisse nationale suisse d’assurance en cas d’accidents), Securitas SA introduit en 1907 une assurance-accidents pour le personnel. La caisse maladie paritaire ainsi que la caisse de veuves et orphelins suivent en 1918, puis la caisse de retraite en 1925, et l'assurance-chômage en 1934.

### Années 1930
À la suite du décès du directeur général Alfred Geiser, Jakob Spreng junior reprend la direction de Securitas SA en 1928. L’entreprise ne sortira toutefois pas indemne de la crise économique mondiale, déclenchée par le krach boursier de 1929. La Société des Nations, nouvellement fondée, astreint Securitas SA aux services de surveillance et d’organisation de son siège, le Palais des Nations à Genève.

### Seconde Guerre mondiale et années 1950
Avec l’éclatement de la Seconde Guerre mondiale, on demande à Securitas une plus grande flexibilité : en raison des vols et effractions croissants pendant les couvre-feu, les postes de contrôle sont davantage occupés et les contrôles renforcés. Pour pallier le manque de personnel qui se fait ressentir du fait de salariés mobilisés, ce sont les épouses qui assurent partiellement les rondes de nuit. En 1943, la première convention collective de travail suisse est signée entre le syndicat FCTA (commerce et transport de produits alimentaires) et Securitas SA. Cette année-là, une caisse d’allocations familiales propre à l’entreprise voit le jour, chargée de verser aux salariés des allocations pour enfants, jusqu'à l’introduction de la caisse légale. En 1948, la filiale Securiton SA est créée ; elle fabrique des systèmes d’alarme pour fenêtres, portes, coffres-forts et pour des « fenêtres et vitrines d’une finition particulière ». Le 18 novembre 1958, Jakob Spreng junior décède à l’âge de 65 ans, c’est alors son fils, Manuel Spreng, qui devient directeur général. En 1959, Securitas SA acquiert un premier véhicule de service, un Citroën.

### Des années 1960 à l’an 2000
En 1963 est créée Securitas Express SA, spécialisée dans le transport de fonds et de valeurs. En 1964, l’Exposition nationale suisse « EXPO » a lieu à Lausanne ; pour la première fois, du personnel féminin intervient. En raison de leur uniforme, les femmes au service de Securitas sont surnommées « les anges bleus ». En 1968, le consortium TUS (Télécommunication et Sécurité), fruit de la collaboration entre Securitas et l’entreprise Cerberus, est créé dans le but d’élaborer un système de transmission de signaux d'alarme et d’état fiable. Sur la base du système de transmission TUS 35, Securitas met au point le premier service de piquets à Bâle en 1969, considéré comme le « centre névralgique du nouveau réseau d'alarme ». Cette centrale d’alarme permet de recevoir de manière différenciée les messages les plus divers et de les transférer au service correspondant.
En 1972, la branche transport de valeurs Securitas Express SA est vendue à l’entreprise MAT Transport SA, forte de sa présence internationale. Depuis, Securitas propose une protection d'accompagnement des transports de valeurs, mais ne les effectue plus. Durant les années 1990, Securitas SA est la première entreprise de prestations de services de sécurité à obtenir la certification ISO 9001. En 1993, elle introduit un brevet interne (au terme d'une formation), qui fait figure d’exemple pour les brevets fédéraux des spécialistes des services de sécurité.
En 1996, Samuel Spreng est nommé directeur général par le Conseil d’administration de Securitas SA, et prend la direction opérationnelle du Groupe Securitas le 1er janvier 1997. Il suit ainsi les traces de son frère Manuel au poste de directeur général et président de la direction du Groupe. Ce dernier s’est consacré à la direction du Conseil d’administration jusqu’à sa mort, le 9 février 1999. La fonction de président du Conseil d’administration revient alors à Samuel Spreng, tandis que Hans Winzenried devient directeur général et président de la direction du Groupe.

### XXIesiècle
En 2002, l’image de l’entreprise se modernise[pas clair]. En 2007, Securitas SA fête son centième anniversaire. Le 7 juin 2013, Samuel Spreng quitte le poste de président du Conseil d'administration en raison de son âge en laissant sa place à Hans Winzenried. Claude Thomann lui succède en tant que nouveau vice-président.

## Activité
- Services de surveillance (surveillance par ronde, surveillance permanente, surveillance de chantiers, surveillance de vacances) ;
- Services manifestations (sécurité des événements) ;
- Services de sécurité (service d’ordre, protection de biens et de valeurs, protection de personnes, transports de détenus, prévention contre les vols) ;
- Services de circulation (régulation du trafic, contrôle des véhicules en stationnement, sécurité des voies ferroviaires) ;
- Services centraux et services d’intervention (services d’intervention, services centraux, médaille perte de clé et dépôt de clé)

## Affaires judiciaires
Le 12 juin 2008, la Télévision suisse romande (TSR) révèle dans un reportage que Securitas aurait infiltré l'association ATTAC pour le compte de l'entreprise Nestlé.
Le 25 janvier 2013, Nestlé et Securitas sont reconnus coupables d'avoir espionné Attac. Le Tribunal civil de Lausanne a jugé que l'acquisition d'informations par infiltration dans la sphère privée constitue une atteinte illicite à la personnalité. Nestlé et Securitas sont condamnés à payer une réparation de 3000 francs par personne aux huit auteurs du livre "Attac contre l'Empire Nestlé". En outre, Nestlé et Securitas sont condamnés aux frais de justice (4950 francs) et aux dépens (14'040 francs). En mars 2013 Nestlé et Securitas renoncent à recourir contre ce jugement.
Le 7 septembre 2008, la TSR révèle une autre affaire d'infiltration ayant eu lieu entre 2003 et 2005 au sein du collectif AntiRep (permanence juridique destinée aux personnes qui seraient victimes de violences policières à l'occasion de manifestations), à Lausanne et à Berne.
En 2019, Ruben Jimenez, ancien employé Securitas, est arrêté pour accusation de corruption et gestion déloyale en tant que chef de la division de sureté de l'aéroport de Genève ainsi que son adjoint pour avoir attribué à Securitas SA un mandat pour le contrôle des passagers illicitement.
En 2020, SRF et WOZ documentent la violence d’employés de Securitas SA envers des demandeurs d'Asile dans le Centre fédéral d'asile de Bâle. Les juristes progressistes de Bâle portent alors plainte contre X pour ces actes de violence.